# Gustaf Schröder

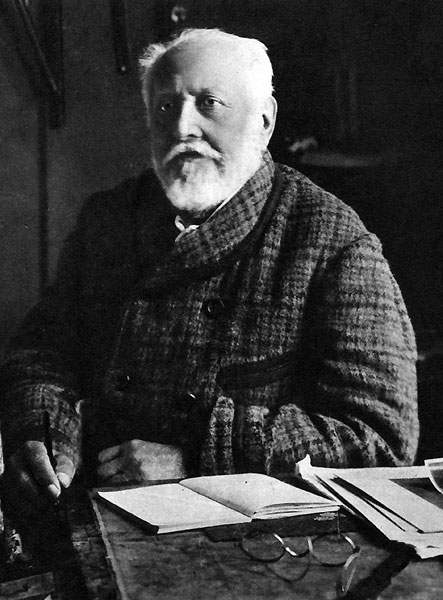
Gustaf Schröder

Gustaf Schröder, född 6 juni 1824 på Edsvalla bruk, Nors socken, Värmland, död 2 augusti 1912 i Stockholm, var en svensk jägare och författare.

## Biografi
Schröder hade anställning vid sågverk i Värmland  mellan 1847 och 1863 och i Dalarna 1863 till 1884. Därefter var han bosatt på sin egendom Edsfors i Värmland, men flyttade 1887 till Stockholm för att ägna sig åt sitt författarskap. Schröder debuterade som författare 1867 med skildringen En björnjagt i Dalarna i "Svenska jägarförbundets Nya tidskrift". Hans nästa arbete i bokform, Minnen från skogarne – Jagter, utkom först 1888. Han skrev även ungdomsböcker med motiv från de värmländske finnarnas liv. 
Schröder bodde och skrev en tid i en stuga vid nuvarande Hamngatan i Arvika. Huset är nu flyttat till Såguddens friluftsmuseum och har fått namnet Schröderstugan. Stugan används av Västra Värmlands Fornminnesförening.
På Arvika kyrkogård restes 1914 av "svenska bruksmän, anhöriga och vänner’’ en större bautasten över denne "brukslifvets oförliknelige skildrare".
Gustaf Schröder-Sällskapet har bildats i syfte att "bevara och vidareutveckla insikten om de såväl litterära som kulturhistoriska värden som finns i Gustaf Schröders författarskap".

### Skönlitteratur
- Minnen från skogarne : jagter. Stockholm: F. & G. Beijers Bokf.-aktb. 1888. Libris 1626099
- Minnen från mitt jägarlif : jagter och skogslif i Dalarne. Stockholm: Bonnier. 1889. Libris 1626098
- Jagtminnen från skog, fjell och sjö. Stockholm: Bonnier. 1890. Libris 1626096
- En bruksbokhållares minnen. [1]-2. Stockholm: Bonnier. 1892-1903. Libris 1626092 - Fortsättes av: En timmermärkares minnen och Tjugo år i Dalarne.
- Örjan Kajland och hans pojkar : skildringar från svenska finnarnes lif och jagter i Vermlands och Dalarnes skogsbygder. Stockholm: Bonnier. 1893. Libris 22115568. http://hdl.handle.net/2077/54673 - En förkortad upplaga för ungdomen utkom 1903. - Fortsättes av: Pekka Huskoinen, Pavo Makkran och Finntorpet i Västerskogen.
- En timmermärkares minnen. Stockholm: Alb. Bonnier. 1893. Libris 1626093
- Gamla minnen. Stockholm: Bonnier. 1894. Libris 1626095
- Från pojk- och gubbåren : jagt- och fiskehistorier. Stockholm: Bonnier. 1894. Libris 1626094. https://runeberg.org/sgpojkgubb/
- Pekka Huskoinen : en drifvar-finnes lif och jakter i Vermlands och Dalarnes skogar ; (forts. af "Örjan Kajland och hans pojkar") / med 4 teckningar af August Malmström. Stockholm: Bonnier. 1895. Libris 22549751. https://runeberg.org/pekkahus/
- Tjugo år i Dalarne : skildringar. Stockholm: Alb. Bonnier. 1896. Libris 1645377. https://runeberg.org/sg20dalar/
- Pavo Makkran : bilder från finnarnas lif under Krabbe- och Gyldenlöwe-fejderna i Vermland / med 4 teckningar af Einar Torsslow. Stockholm: Bonnier. 1896. Libris fprh5rcvc1nvt9lk. http://hdl.handle.net/2077/57941
- Den gamle fogdeskrifvaren : berättelser från Värmlands gränsbygder vid seklets början. Stockholm: Bonnier. 1898. Libris 1663820
- Finntorpet i Västerskogen : fortsättning och slut på berättelserna om Örjan Kajland, Pekka Huskoinen och deras ättlingar / med 4 teckningar af T. Heurlin. Stockholm: Bonnier. 1899. Libris v6s38prls8jdltcb. http://hdl.handle.net/2077/62641
- Jagt, fiske och vildmarkslif. Stockholm: O. Hansen. 1899. Libris 1645372
- Ströfverier i jaktmarkerna. Stockholm: Bonnier. 1901. Libris 1728338
- Mellan Kölen och Siljan : jakter och berättelser. Stockholm: Bonnier. 1902. Libris 1728335
- Ur fjällfolkets lif : sagor och bilder. Stockholm: Gernandt. 1902. Libris 1721169
- Mina jaktkamrater : skildrade ur minnet. Stockholm: Bonnier. 1905. Libris 1728336
- Vildmarkslif : nya skogs- och jakthistorier. Göteborg: Åhlén & Åkerlund. 1909. Libris 10815532. https://runeberg.org/vildmarks/
- Från brukskontor och timmerskog : ur en bruksbokhållares minnen. Göteborg: Åhlén & Åkerlund. 1913. Libris 1639155
- Minnen från skogarna. Stockholm: Åhlén & Åkerlund. 1915. Libris 1639156
- Med hund och bössa : ur författarens portfölj / med förord av Knut Stangenberg. Stockholm: Åhlén & Åkerlund. 1916. Libris 1658294

### Varia
- Svenska jakten : praktisk hjälpreda för unga jägare. Stockholm: Alb. Bonnier. 1891. Libris 8222521
- Jägaren under nya jaktstadgan : några vördsamma bemärkningar. Stockholm: Alb. Bonnier. 1898. Libris 1644637 - Utgiven anonymt.
- Om skidor och skidlöpning för jägare och turister : med 21 illustr. Stockholm: O. Hansen. 1900. Libris 1645375
- Vägledning i fiske : med öfver 50 illustr. Stockholm: O. Hansen. 1900. Libris 1645378. https://runeberg.org/sgvagfiske/

### Redaktion
- Från skilda marker : jakter / af Gustaf Schröder och hans jaktkamrater. Stockholm: Alb. Bonnier. 1897. Libris 1645371
- Jakter och skogslif / af Kalle på Udden ; upptecknade af honom själf och utvalda af Gustaf Schröder. Stockholm: Alb. Bonnier. 1898. Libris 1645373

### Översättning
- Dunker, Wilh (1890). Lärobok i fiskberedning : anvisning om saltning, rökning, rostning, marinering och konservering af alla sorters fisk jämte bevaring och försändning af färsk och lefvande / öfv. af G. Schröder ; med 21 figurer i texten samt ett bihang: Fisk-kokbok innehållande närmare 150 fiskrätter, hvaraf cirka 50 äro af en svensk husmoder. Stockholm: Bonnier. Libris 1622141

### Samlade skrifter
- Samlade skrifter / utg. enligt plan upprättad av Hugo Samzelius. Stockholm: Åhlén & Åkerlund. 1919-1928. Libris 2233587
- 1, Minnen från skogarna. 1919. Libris 2233593
- 2, Minnen från mitt jägarliv  : jakter och skogsliv i Dalarne. 1919. Libris 2233594
- 3, Jaktminnen från fjäll och sjö. 1920. Libris 2233595
- 4, Jaktminnen från skog och slätt. 1921. Libris 2233602
- 5, En bruksbokhållares minnen, Vol. 1-2. 1921. Libris 2233599
- 6, Från brukskontor och timmerskog, Vol. 1-2. En bruksbokhållares minnen ; 2. 1922. Libris 2233601
- 7, En timmermärkares minnen. 1922. Libris 2233596
- 8, Örjan Kajland och hans pojkar. 1922. Libris 2233597
- 9, Gamla minnen. 1923. Libris 2233603
- 10, Från pojk- och gubbåren. 1923. Libris 2233600
- 11, Pekka Huskoinen  : en drivar-finnes liv i Värmlands och Dalarnas skogar. 1923: Åhlén & Åkerlund. 1923. Libris 2233598
- 12, Pavo Makkran  : bilder från finnarnas liv under Krabbe- och Gyldenlöwefejderna i Värmland. 1924. Libris 2233604
- 13, Tjugu år i Dalarna: skildringar. 1924. Libris 2854844
- 14, Den gamle fogdeskrivaren  : berättelse från Värmlands gränsbygder vid sekelskiftets början. 1925. Libris 2233606
- 15, Jagt, fiske och vildmarkslif. 1925. Libris 3037987
- 16, Finntorpet i Västerskogen. 1926. Libris 2233588
- 17, Ströverier i jaktmarkerna samt Vildmarksliv. 1926. Libris 2233589
- 18, Mellan Kölen och Siljan  : jakter och berättelser. 1927. Libris 2233590
- 19, Ur fjällfolkets liv  : skildringar. 1927. Libris 2233591
- 20, Mina jaktkamrater samt Med hund och bössa. 1928. Libris 2233592